# Octave Chanute
Octave Chanute (18 de fevereiro de 1832, Paris — 23 de novembro de 1910 (78 anos), Chicago, Illinois) foi um engenheiro civil e pioneiro da aviação ameriano. Ele forneceu ajuda e conselhos a muitos entusiastas iniciantes da aviação, incluindo os irmãos Wright, e ajudou a divulgar as suas experiências de vôo. Quando da sua morte, ele foi aclamado como o "pai da aviação" e da "máquina voadora mais pesada do que o ar".

## Biografia
Nascido em Paris, Chanute era filho de Elise e Joseph Chanut, professor do Collège de France. Ele emigrou com seu pai para os Estados Unidos da América em 1838, quando o primeiro foi nomeado vice-presidente do Jefferson College, em Louisiana. Octave frequentou escolas particulares em Nova York.

### Engenheiro civil (ferrovias)

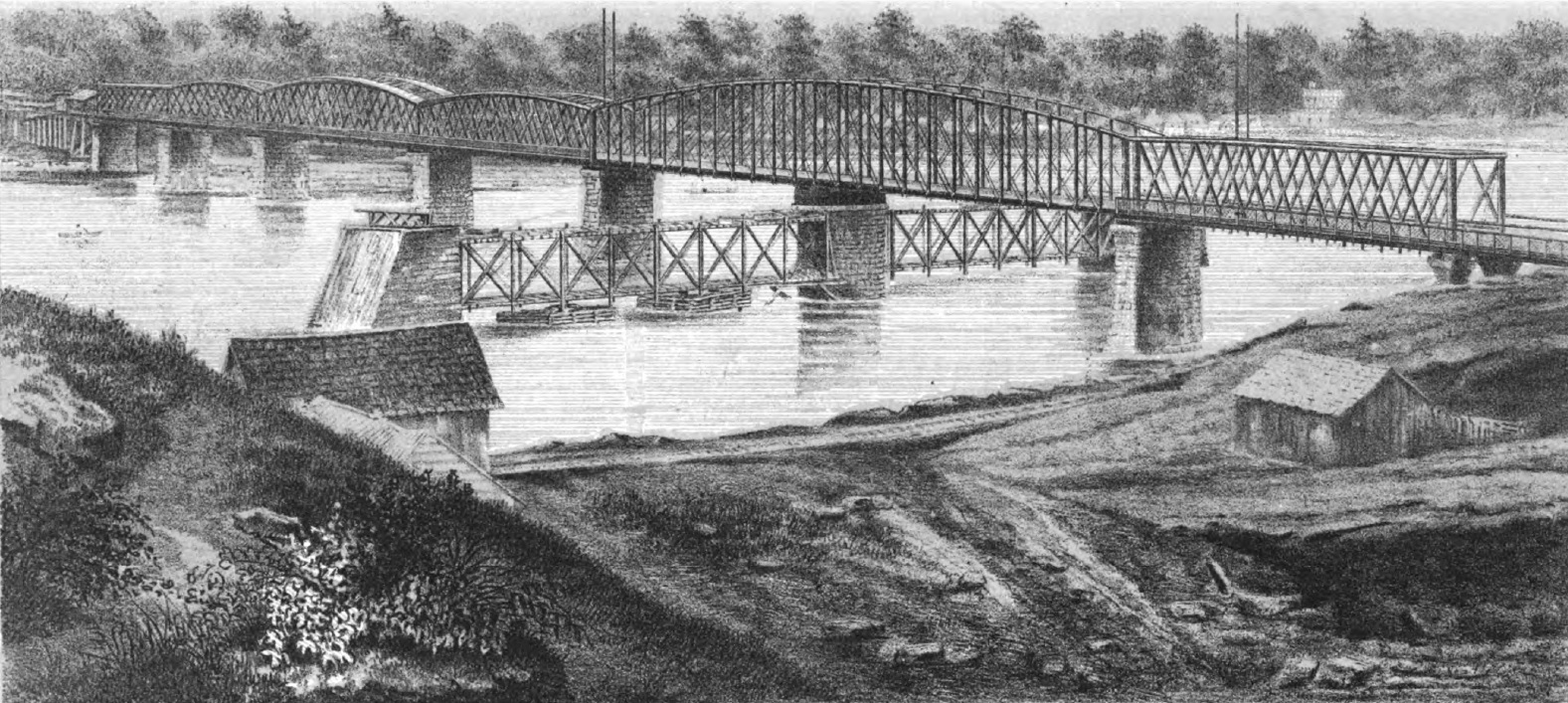
Hannibal Bridge, 1869.

Octave Chanute começou seu treinamento como engenheiro civil em 1848. Ele foi amplamente considerado brilhante e inovador na profissão de engenharia. Durante sua carreira, ele projetou e construiu os dois maiores entrepostos de gado dos Estados Unidos, o "Chicago Stock Yards" (1865) e o "Kansas City Stockyards" (1871). Ele projetou e construiu a "Hannibal Bridge" com Joseph Tomlinson e George S. Morison, que foi a primeira ponte a cruzar o rio Missouri em Kansas City, Missouri, em 1869 e estabeleceu Kansas City como a cidade dominante na região. Ele projetou muitas outras pontes durante sua carreira ferroviária, incluindo a ponte ferroviária do Rio Illinois em Chillicothe, Illinois, a ponte ferroviária "Genesee River Gorge" perto de Portageville, Nova York (atualmente "Letchworth State Park"), a ponte ferroviária "Sibley Railroad Bridge" sobre o rio Missouri em Sibley, Missouri, cruzando o rio Mississippi em Fort Madison, Iowa, e a "Kinzua Bridge" na Pensilvânia.

## Pioneiro na preservação da madeira
Chanute também estabeleceu um procedimento para tratamento de pressão de dormentes de madeira com um anti-séptico que aumentava a vida útil da madeira nos trilhos. Estabelecendo as primeiras fábricas comerciais, ele convenceu os ferroviários de que era comercialmente viável ganhar dinheiro gastando dinheiro no tratamento de dormentes para estender seu tempo de serviço e reduzir os custos de substituição. Como método para monitorar a longevidade de dormentes e outras estruturas de madeira, ele introduziu o "date nail" ("prego datado") de ferrovia nos Estados Unidos.
Chanute se aposentou da Erie Railway em 1883 para se tornar um consultor independente de engenharia.

## Pioneiro da aviação
... esperemos que o advento de uma máquina voadora de sucesso, agora apenas vagamente previsto e, no entanto, pensado para ser possível, não trará nada além de bom para o mundo; que deve encurtar a distância, tornar todas as partes do globo acessíveis, aproximar os homens uns dos outros, avançar a civilização e acelerar a era prometida em que não haverá nada além de paz e boa vontade entre todos os homens.

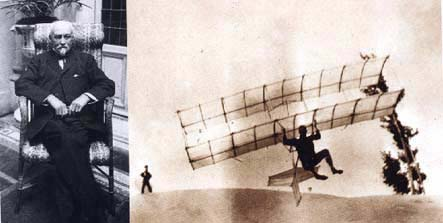
Chanute e seu biplano asa delta de 1896, um projeto pioneiro adaptado pelos irmãos Wright.

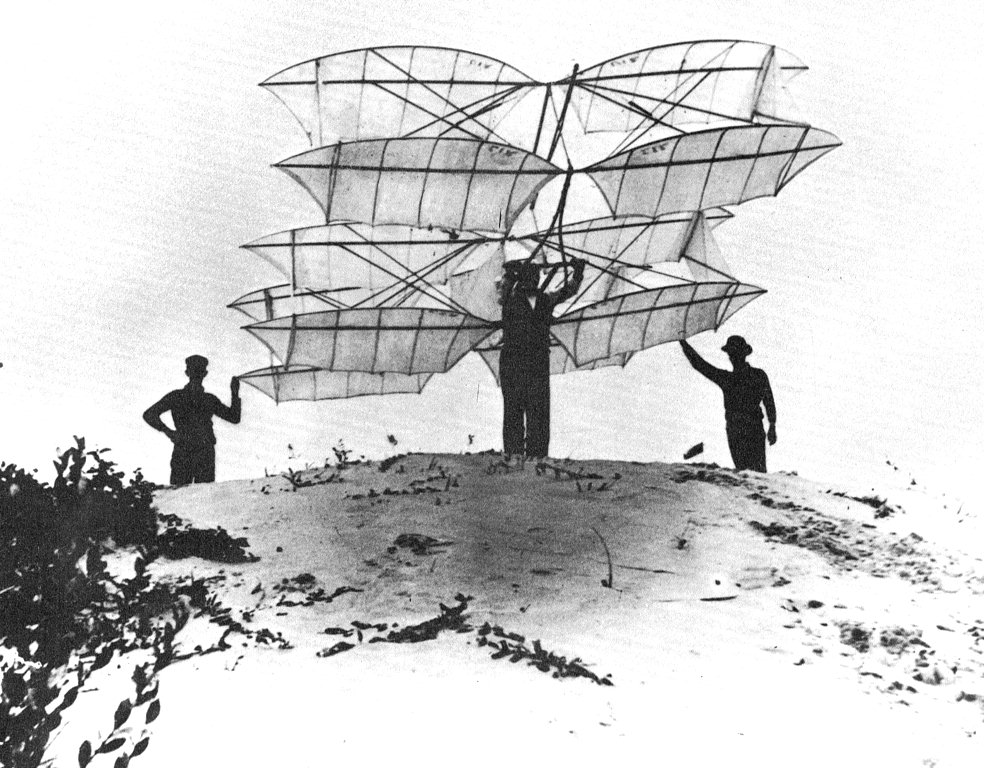
Um planador de doze asas projetado por Chanute, preparado para lançamento das dunas de Miller Beach em 1896.

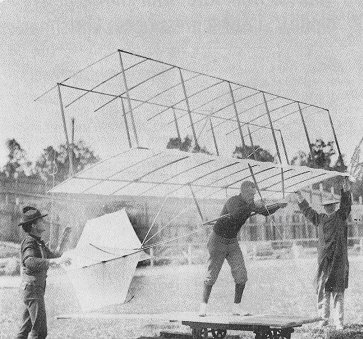
William Avery na St. Louis World's Fair em 1904, prestes a lançar um planador projetado por Chanute.

Chanute se interessou pela aviação depois de ver um balão decolar em Peoria, Illinois, em 1856. Quando se aposentou de sua carreira ferroviária em 1883, decidiu dedicar algum tempo de lazer ao avanço da nova ciência da aviação. Aplicando sua formação em engenharia, Chanute coletou todos os dados disponíveis de experimentadores de voo em todo o mundo e os combinou com o conhecimento adquirido como engenheiro civil no passado. Ele publicou suas descobertas em uma série de artigos no "The Railroad and Engineering Journal" de 1891 a 1893, que foram então republicados no influente livro "Progress in Flying Machines" em 1894. Esta foi a pesquisa global mais sistemática sobre dados de aviação de asa fixa mais pesada que o ar publicada até então.
Na "World's Columbian Exposition" em Chicago em 1893, Chanute organizou em colaboração com Albert Zahm uma Conferência Internacional sobre Navegação Aérea de grande sucesso.
Chanute era velho demais para voar sozinho, então ele se associou a experimentadores mais jovens, incluindo Augustus M. Herring e William Avery. Em 1896, Chanute, Herring e Avery testaram um projeto baseado no trabalho do pioneiro alemão da aviação Otto Lilienthal, bem como asas-delta de seu próprio projeto nas dunas ao longo da margem do lago Michigan, perto da cidade de Miller Beach, Indiana, a leste do que se tornou a cidade de Gary. Esses experimentos convenceram Chanute de que a melhor maneira de obter sustentação extra sem um aumento proibitivo de peso era empilhar várias asas uma sobre a outra, uma ideia proposta pelo engenheiro britânico Francis Wenham em 1866 e realizada em voo por Lilienthal na década de 1890. Chanute introduziu a estrutura de asa reforçada "strut-wire" que seria usada em biplanos motorizados do futuro, essa tecnologia não seria seriamente desafiada até os esforços pioneiros de Hugo Junkers, para desenvolver tecnologia de fuselagem cantilever totalmente metálica sem órtese externa a partir de 1915. Chanute baseou seu conceito de "interplane strut" na treliça Pratt, que lhe era familiar devido a seu trabalho de construção de pontes. Os irmãos Wright basearam seus projetos de planadores no "Chanute de dois andares", como o chamavam. Um novo projeto de um planador biplano foi desenvolvido e voou em 1897.
Chanute se correspondeu com muitos pioneiros da aviação, incluindo Otto Lilienthal, Louis Mouillard, Gabriel Voisin, John J. Montgomery, Louis Blériot, Ferdinand Ferber, Lawrence Hargrave e Alberto Santos Dumont. Em 1897 iniciou uma correspondência com o aviador britânico Percy Pilcher. Seguindo as ideias de Chanute, Pilcher construiu um triplano, mas foi morto em um acidente de planador em outubro de 1899 antes que pudesse tentar pilotá-lo.
Chanute estava em contato com os irmãos Wright a partir de 1900, quando Wilbur escreveu para ele depois de ler "Progress in Flying Machines". Chanute ajudou a divulgar o trabalho dos irmãos Wright e forneceu encorajamento consistente, visitando seu acampamento perto de Kitty Hawk, Carolina do Norte, em 1901, 1902 e 1903. Os Wrights e Chanute trocaram centenas de cartas entre 1900 e 1910.
Chanute compartilhava livremente seu conhecimento sobre aviação com qualquer pessoa interessada e esperava que outros fizessem o mesmo, embora incentivasse colegas a patentear suas invenções. Sua abordagem aberta levou a atritos com os irmãos Wright, que acreditavam que suas ideias sobre controle de aeronaves eram únicas e se recusavam a compartilhá-las. Chanute não acreditava que a patente da máquina voadora Wright, baseada na deformação das asas, pudesse ser aplicada e disse isso publicamente, incluindo uma entrevista a um jornal na qual ele disse: "Admiro os Wrights. Sinto-me amigável com eles pelas maravilhas que alcançaram , mas você pode facilmente avaliar como eu me sinto em relação à atitude deles no momento pela observação que fiz recentemente a Wilbur Wright. Eu disse a ele que, na minha opinião, eles estão perdendo um tempo valioso com ações judiciais que deveriam se concentrar em seu trabalho. A amizade ainda estava prejudicada quando Chanute morreu, mas Wilbur Wright aproveitou a oportunidade para assistir ao serviço memorial de Chanute na casa da família. Wright escreveu um elogio que foi lido na reunião do Aero Club em janeiro de 1911.
Quando o Aero Club de Illinois foi fundado em 10 de fevereiro de 1910, Chanute serviu como seu primeiro presidente até sua morte.

## Morte

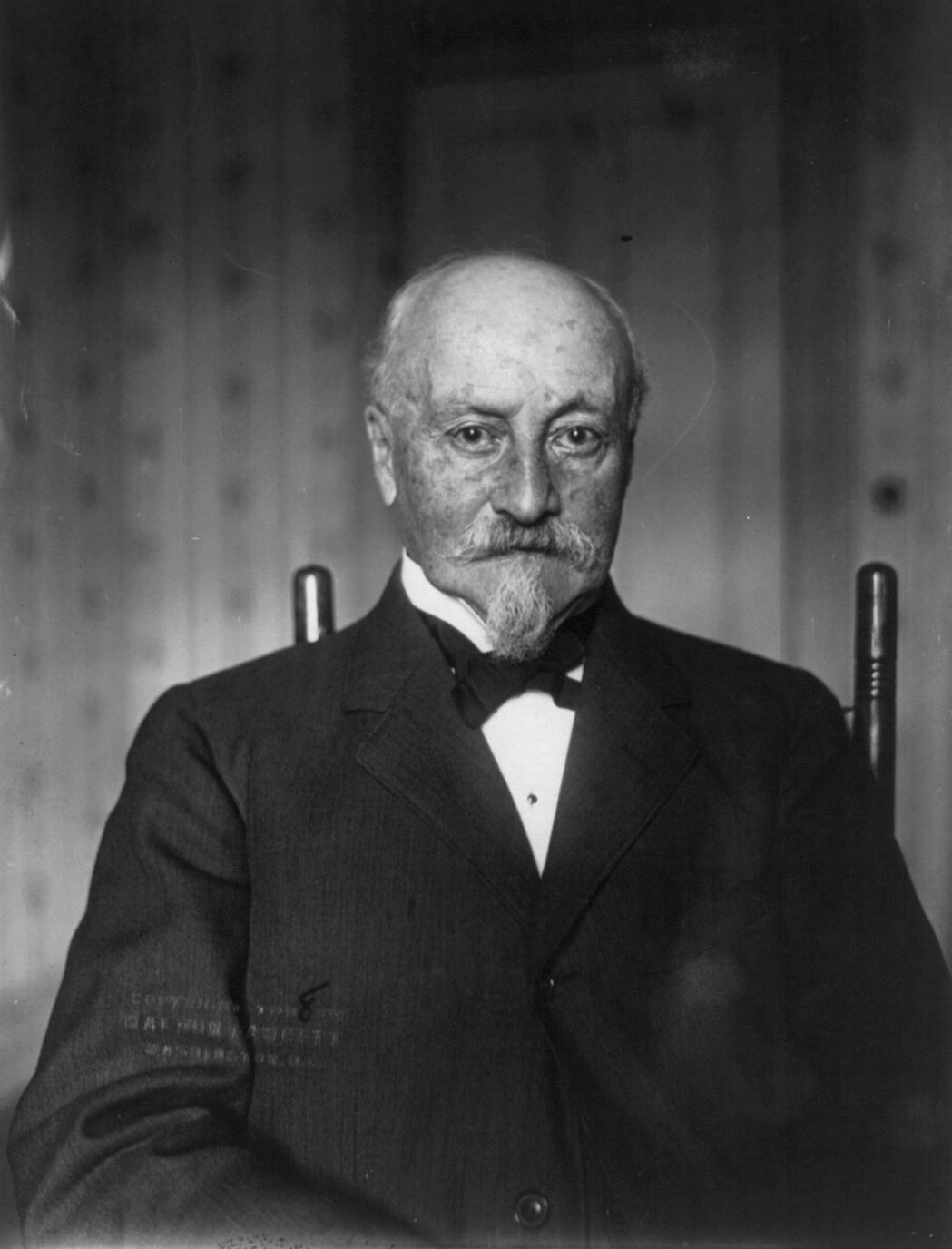
Octave Chanute, 1908.

Chanute morreu em 23 de novembro de 1910, em Chicago.

## Homenagens
A cidade de Chanute, Kansas, tem o nome de Chanute (3 pequenas cidades no sudeste do Kansas estavam competindo pelo escritório da ferrovia e Chanute sugeriu que eles incorporassem, o que tornaria a cidade maior mais atraente para a ferrovia - funcionou) , assim como a antiga Base da Força Aérea de Chanute perto de Rantoul, Illinois, que foi desativada em 1993. A antiga base, agora voltada para empreendimentos em tempos de paz, inclui o "Octave Chanute Aerospace Museum", detalhando a história da aviação e da base da Força Aérea de Chanute.
Em 1902, a "Western Society of Engineers" começou a oferecer o Prêmio Octave Chanute por mérito em trabalhos de inovações de engenharia. De 1939 a 2005, o "American Institute of Aeronautics and Astronautics" apresentou o "Chanute Flight Award" por uma excelente contribuição feita por um piloto ou pessoal de teste para o avanço da arte, ciência e tecnologia da aeronáutica.
Em 1974, Chanute foi introduzido no "International Air & Space Hall of Fame".
Em 1978, o Serviço Postal dos EUA comemorou Octave Chanute com um par de selos de correio aéreo de 21 centavos.
Em 1996, o National Soaring Museum honrou o 100º aniversário dos experimentos de vôo de planador nas dunas de areia ao longo do Lago Michigan como National Landmark of Soaring No. 8.
A "Embry–Riddle Aeronautical University, Daytona Beach", em Daytona Beach, Flórida, tem uma residência fora do campus, o "Chanute Complex". para alunos de classe alta.

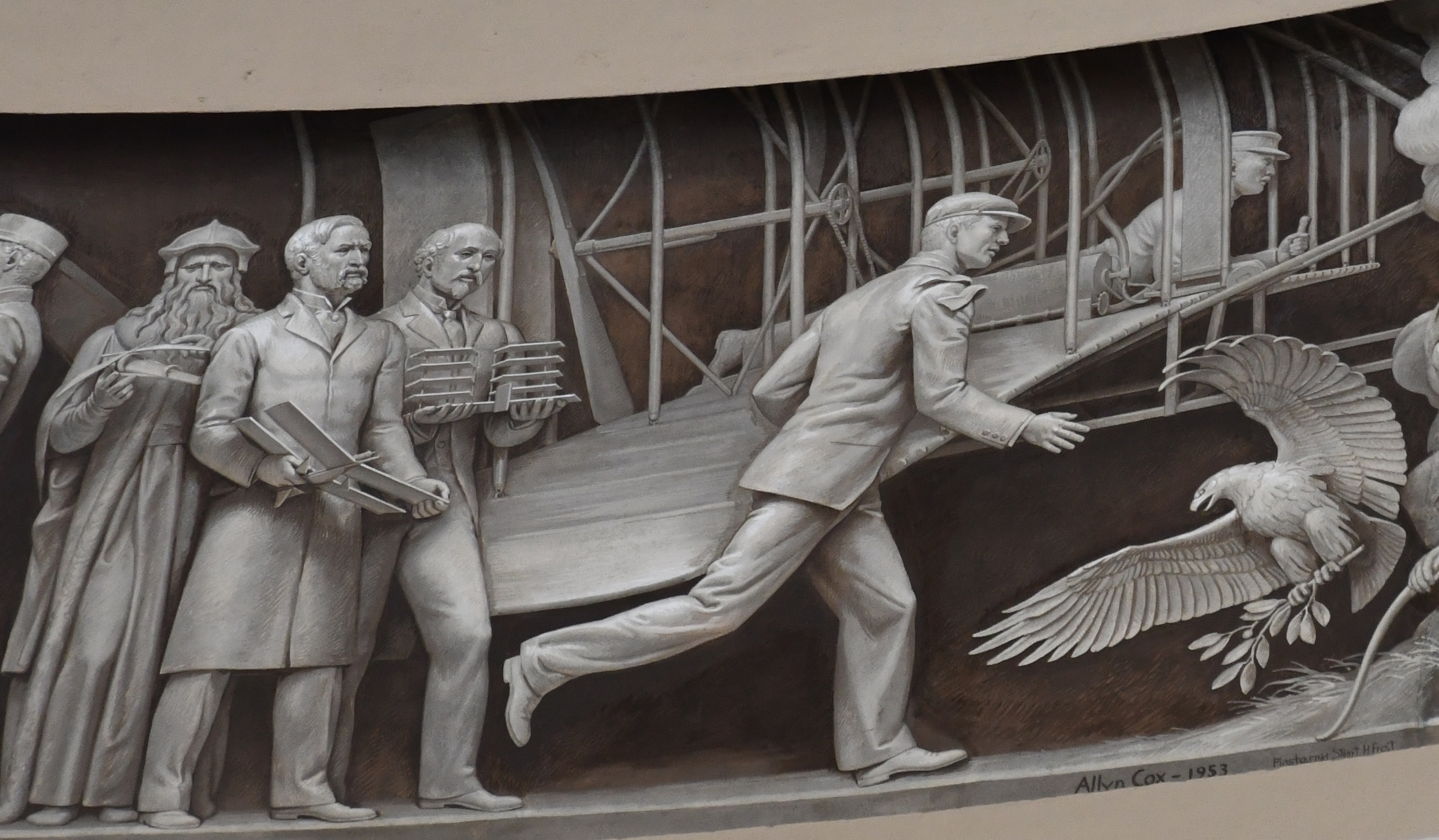
Rotunda do Capitólio - Da esquerda para a direita: Leonardo da Vinci, Samuel Langley, Octave Chanute, os irmãos Wright.

O "Gary Bathing Beach Aquatorium", em Gary, Indiana, abriga um museu dedicado tanto a Octave Chanute quanto aos "Tuskegee Airmen". O pavilhão de "banho histórico" foi projetado pelo arquiteto George Washington Maher.
Ele está presente no Frieze of American History, na Capitol Rotunda, Washington DC.

## Patentes
NÓS. patentes
- Patente E.U.A. 61 397, Rolling Track Irons
- Patente E.U.A. 98 848, Máquina de dragagem (Octave Chanute & George S. Morrison)
- Patente E.U.A. 430 068, Preservando a estrutura de madeira
- Patente E.U.A. 582 718, Máquina crescente
- Patente E.U.A. 582 757, Meios para vôo aéreo, Chanute registrou a patente em nome de Louis Mouillard, com metade sendo atribuída a Chanute.
- Patente E.U.A. 606 187, Soaring Machine, William Paul Butusov, Chanute colaborou e pagou pelo processo de patente e recebeu metade.
- Patente E.U.A. 688 932, Processo de preservação de madeira
- Patente E.U.A. 834 658, Meios para vôo aéreo (ou lançador de planador).

REINO UNIDO. patentes
- 13372 (máquina voadora, c.1897)
- 13373 (máquina voadora, c.1897)
- 15221 (máquina voadora, c.1897)

Patentes canadenses
- {34507}, Processo de preservação artificial da madeira contra a deterioração